# Gettysburg-talen
Gettysburg-talen er den mest berømte af den amerikanske præsident Abraham Lincolns taler og en af de mest citerede i Amerika. Den blev holdt ved indvielsen af soldaterkirkegården i Gettysburg i Pennsylvania om eftermiddagen den 19. november 1863 under Den Amerikanske Borgerkrig fire og en halv måned efter Slaget ved Gettysburg, som betegnes som krigens vendepunkt.
Lincolns omhyggeligt udformede bemærkninger, som slet ikke var dagens hovedtale, blev efterhånden anerkendt som en af de største taler i Amerikas historie. På lige over to minutter omtalte Lincoln principperne om lighed mellem mennesker – som beskrevet i Uafhængighedserklæringen – og omdefinerede borgerkrigen fra blot at handle om at bevare Unionen til også at være en frihedens genfødsel, som ville bringe sand lighed til alle borgere, uanset hvilken stat de boede i og en regering af folket, ved folket og for folket – eller om man vil: frihed, lighed og demokrati.
Med begyndelsen ”For fire snese og syv år siden” refererede Lincoln til den amerikanske uafhængighedserklæring og beskrev ceremonien i Gettysburg som en anledning til ikke bare at indvie kirkegården, men også til at indvie de levende i kampen for at sikre en fortsat regering af folket, ved folket og for folket.
Selvom talen har en fremtrædende plads i historien, er der nogen uenighed om, hvad Lincoln rent faktisk sagde. Der findes fem manuskripter til talen, og de afviger fra hinanden på en række punkter, ligesom der også er afvigelser i avisernes gengivelser af talen.

## Baggrund
Slaget ved Gettysburg 1. – 3. juli 1863 forandrede den lille by i Pennsylvania for altid. På slagmarken lå ligene af 7.500 soldater og flere tusinde heste. Stanken i den fugtige juliluft var overvældende.
Begravelsen af de døde på en værdig og ordentlig måde blev en mærkesag for de få tusinde indbyggere i Gettysburg. I første omgang planlagde byen at købe land til en kirkegård og så bede de dødes familier om at betale for begravelsen. David Wills, en velhavende advokat, var modstander af den ide og skrev til statens guvernør og foreslog en national kirkegård betalt af staterne. Wills blev bemyndiget til at købe 6,9 ha jord til en kirkegård, og han betalte $2475,87 for den.
Wills planlagde at indvie den nye kirkegård den 23. september og inviterede Edward Everett, som havde beklædt en række politiske poster, til at holde hovedtalen. På det tidspunkt blev han betragtet som den bedste taler i landet. Everett skrev tilbage til Wills, at han ikke ville være i stand til at forberede en passende tale på så kort tid og bad om, at datoen blev skubbet. Det accepterede organisationskomiteen, og indvielsen blev udsat til den 19. november.
Næsten som en eftertanke inviterede Wills og organisationskomiteen Lincoln til at deltage i ceremonien. I sin invitation til Lincoln skrev Wills: ”Efter hovedtalen ønskes det, at De som landets leder formelt indvier dette område til dets fremtidige brug med nogle få passende bemærkninger." Lincolns rolle i begivenheden var sekundær – i stil med når man inviterer en offentlig person til at klippe snoren over ved en indvielse.
Lincoln ankom med tog til Gettysburg dagen før og overnattede i Wills hus på torvet i Gettysburg. Her lavede han de sidste rettelser i den tale, han havde skrevet i Washington. I modsætning til hvad man ofte hører, havde Lincoln hverken skrevet talen i toget eller på bagsiden af en konvolut.
Om morgenen den 19. november kl. 9.30 red Lincoln af sted på en kastaniebrun hest sammen med udenrigsminister Seward og finansminister Chase og sluttede sig til en procession med de andre forsamlede dignitarer, byens borgere og enker, som gik ud til den nye kirkegård.
Der var ca. 15.000 mennesker, som deltog i ceremonien, herunder 6 guvernører fra de 24 daværende stater i Unionen. Under halvdelen af de lig, som var blevet begravet rundt omkring i terrænet, var blevet genbegravet den dag, ceremonien fandt sted.

## Program og Everett's højtidelige tale
Dagens program omfattede:
Musik ved Birgfield's orkester
Bøn af pastor dr. theol. T.H. Stockton
Musik ved Marinens orkester
Tale af den højtærede Edward Everett
Musik: hymne komponeret af B.B. French, Esq.
Indvielsesbemærkninger af De Forenede Staters præsident.
Sørgesang sunget af et kor udvalgt til lejligheden
Velsignelse ved pastor dr. theol. H.L. Baugher
Everetts tale var dagens hovedtale. Hans nu sjældent læste tale på 13.607 ord begyndte således:
Stående under denne klare himmel, skuende over disse brede marker, som nu hviler fra det udrindende års arbejde, med de mægtige Allegheny bjerge rejsende sig utydeligt foran os og med vore brødres grave under vore fødder, er det med tøven, at jeg løfter min ringe røst for at bryde Guds og naturens veltalende stilhed. Men den opgave, som I har bedt mig om at udføre, må gøres – giv mig, jeg beder jer – om jeres overbærenhed og sympati.
Og sluttede to timer senere med:
Men de, er jeg sikker på, vil sige med os, når vi nu siger farvel til støvet fra disse martyr-helte, at uanset hvor udover den hele civiliserede verden beretningerne om denne store krig bliver læst og lige indtil den sidste tid i de glorværdige annaler for vort fælles land, vil der ikke være en mere lysende side end den, som omhandler slagene ved Gettysburg.

## Lincoln's Gettysburg tale
Kort tid efter disse vel modtagne bemærkninger talte Lincoln med sin høje Kentucky-accent i 2-3 minutter. Lincolns ”få passende bemærkninger” opsummerede krigen i 10 sætninger og 272 ord og genindviede nationen til krigsindsatsen og til idealet om, at ingen soldat døde forgæves ved Gettysburg.
Trods den historiske betydning af Lincolns tale er moderne lærde uenige om den præcise ordlyd, og samtidige afskrifter bragt i avisreportager om begivenheden, såvel som Lincolns egne håndskrevne kopier, afviger i formuleringer, tegnsætning og struktur. Af disse versioner betragter mange Bliss-versionen, som Lincoln skrev efterfølgende til en ven, som standardudgaven. Denne udgave afviger imidlertid fra de skrevne versioner, som Lincoln lavede før og efter, at han havde holdt talen. Det er den eneste version, som Lincoln underskrev, og den sidste, han vides at have skrevet.
I dansk oversættelse lyder Bliss udgaven:
| Citat | For fire snese og syv år siden frembragte vore fædre et nyt land på dette kontinent, undfanget i frihed og viet til den tanke, at alle mænd er skabt lige. Nu er vi optaget af en stor borgerkrig, som afprøver om denne nation, eller en hvilken som helst nation, således undfanget og således viet kan holde ud. Vi er mødtes på en stor slagmark i denne krig. Vi er kommet for at indvie en del af denne mark som et endeligt hvilested for dem, som her gav deres liv, for at denne nation kan leve. Det er en helt igennem passende og rigtig ting, at vi gør dette. Men i en større sammenhæng kan vi ikke dedikere – kan vi ikke indvie – kan vi ikke helliggøre denne jord. De tapre mænd, levende og døde, som kæmpede her, har indviet den, langt mere end vores beskedne styrke kan gøre til eller fra. Verden vil ikke lægge mærke til eller huske, hvad vi siger her, men den kan aldrig glemme, hvad de gjorde her. Det er op til os, de levende, at være viet her til den store opgave, som fortsat står foran os – at disse ærede døde bibringer os en større hengivenhed for den sag, som de ofrede det sidste fulde mål – så vi her højtideligt beslutter, at disse døde ikke skal være døde forgæves – at denne nation, under Gud, skal have en frihedens genfødsel – og at regering af folket, ved folket og for folket ikke skal visne bort fra jorden. | Citat |
|       | |       |

## Samtidige kilder og reaktioner
En anden samtidig kilde til teksten er Associated Press-telegrammet, som blev skrevet af fra et stenogram taget af reporteren Joseph L. Gilbert. Det afviger også fra udkastet på en række mindre punkter.
Øjenvidnernes beretninger varierer i deres beskrivelse af Lincolns optræden. I 1931 antydede de udgivne erindringer af 87-årige Mrs. Sarah A. Cooke Myers, som i en alder af 19 år var tilstede, en andægtig stilhed oven på Lincolns tale. ”Jeg stod tæt ved præsidenten og hørte hele talen, men den forekom kort. Så var der en virkningsfuld stilhed – som ved vore kvækermøder. Der var intet bifald, da han holdt op med at tale.";
Ifølge historikeren Shelby Foote var bifaldet efter Lincoln’s tale forsinket, spredt og knap nok høfligt. I modsætning hertil fastholdt Pennsylvanias guvernør Martin: ”Han talte med en stemme, som hele forsamlingen kunne høre. Mængden tav, fordi præsidenten stod foran dem. Det var så imponerende! Det var den gennemgående bemærkning fra alle. Sikke en tale det var!"
I et brev til Lincoln, skrevet den følgende dag, priste Everett præsidenten for hans velformulerede og præcise tale og skrev: ”Jeg ville være glad, hvis jeg kunne smigre mig selv med, at jeg kom lige så nær på begivenhedens centrale tema på to timer, som De kom det på to minutter." Lincoln var glad for at få at vide, at talen ikke havde været en total fiasko.
Andre offentlige reaktioner på talen delte sig efter partilinier. Den næste dag skrev Chicago Times: Enhver amerikaners kind må rødme af skam, når han læser de tåbelige, flade og opvaskevandsagtige ytringer fra en mand, som man må pege ud for intelligente udlændinge som De Forenede Staters præsident." Omvendt skrev New York Times pænt om talen. En avis i Massachusetts optrykte hele talen og kommenterede, at den var ”dyb i følelse, kompakt i tanke og udtryk og smagfuld og elegant i hvert ord og komma."

## Notes
1. ↑  Murphy, Jim. The Long Road to Gettysburg. New York: Clarion Books, 1992, p. 97.
2. ↑  Murphy, pp. 98-99.
3. ↑  Adskillige biografier beskriver Everett som en berømt taler. Det gælder f.eks. Staten Massachusetts, som skriver at han var ”Kendt for sit intellekt og oratoriske evner” Arkiveret 15. december 2006 hos  Wayback Machine . Hans taler, herunder den han holdt ved Gettysburg, blev senere udgivet i fire bind.
4. 1 2   Wills (1992) pp. 24–5, p. 35, pp. 34–5, p. 36.
5. ↑  "Abraham Lincoln in the Wills House Bedroom at Gettysburg". Arkiveret fra originalen 13. oktober 2007. Hentet 2005-12-18.
6. ↑  Johnson, Martin P. (Summer 2003). "Who Stole the Gettysburg Address". Journal of the Abraham Lincoln Association. 24 (2): 1-19.
7. ↑  "Abraham Lincoln at the Gettysburg Town Square". Arkiveret fra originalen 13. oktober 2007. Hentet 2005-12-18.
8. ↑  "Saddle Used by Abraham Lincoln in Gettysburg". Arkiveret fra originalen 13. oktober 2007. Hentet 2005-12-18.
9. ↑  "getaddinfo". Hentet 2005-12-18.
10. 1 2  "Edward Everett's complete "Gettysburg Oration"". Hentet 2005-12-18.
11. ↑  "V. The Speech at Gettysburg by Abraham Lincoln. America: II. (1818–1865). Vol. IX. Bryan, William Jennings, ed. 1906. The World's Famous Orations". Hentet 2005-12-18.
12. ↑  "History/Archives: The Associated Press". Arkiveret fra originalen 29. juli 2011. Hentet 2005-12-18.
13. ↑  "Recollections of Abraham Lincoln at Gettysburg". Hentet 2005-12-18.
14. ↑  Foote, Shelby (1958). The Civil War, A Narrative: Fredericksburg to Meridian. Random House. ISBN 0-394-49517-9.
15. ↑  "Abraham Lincoln at Gettysburg Cemetery (See above)". Arkiveret fra originalen 5. oktober 2007. Hentet 2005-12-18.

### Analyser
- John C. Stennis Institute of Government Arkiveret 14. februar 2006 hos  Wayback Machine
- Our Documents: A National Initiative on American History, Civics, and Service
- The Annenberg/CPB Channel Arkiveret 5. september 2005 hos  Wayback Machine